# ラヴァンス
株式会社ラヴァンスは、東京都新宿区に所在していた芸能事務所。
丹波哲郎が設立した「丹波プロダクション」を前身としている。

## 沿革
- 1973年：丹波プロダクションとして設立
- 1994年：社名をラヴァンスに変更して事務所を新宿区に移転
- 2016年の夏ごろから、所属俳優を他の事務所に移籍させる作業を進め、2017年5月に解散した[1]。事務所サイトは2016年8月から更新を絶途え、2017年2月に閉鎖した。

## 解散時の所属者
- 中野若葉
- 野際陽子（解散直後に死去）
- 村野友美

## 過去の所属者
- 丹波哲郎（独立後死去）
- 丹波義隆
- 伊藤蘭
- 美保純（ノックアウトへ移籍）
- 岡まゆみ（ホリプロへ移籍）
- 中原早苗
- 烏丸せつこ
- 寺田農（CESエンタテインメントへ移籍）
- 斉藤陽一郎（ノックアウトへ移籍）
- 中西良太（オレガへ移籍）
- 深見亮介（オフィス松田へ移籍）
- 小嶋尚樹（エンパシィへ移籍）
- 青山勝（オフィスPSCへ移籍）
- 斉藤ナツ子（オフィスPSCへ移籍）
- 松井紀美江（エイチツーオーに移籍）
- 真瀬樹里（レプロエンタテインメントに移籍）
- 棟里佳（アンフィニーに移籍）
- 冨士眞奈美（アンテーヌに移籍）
- 青島健介（トゥフロントに移籍）